# Dave Meniketti

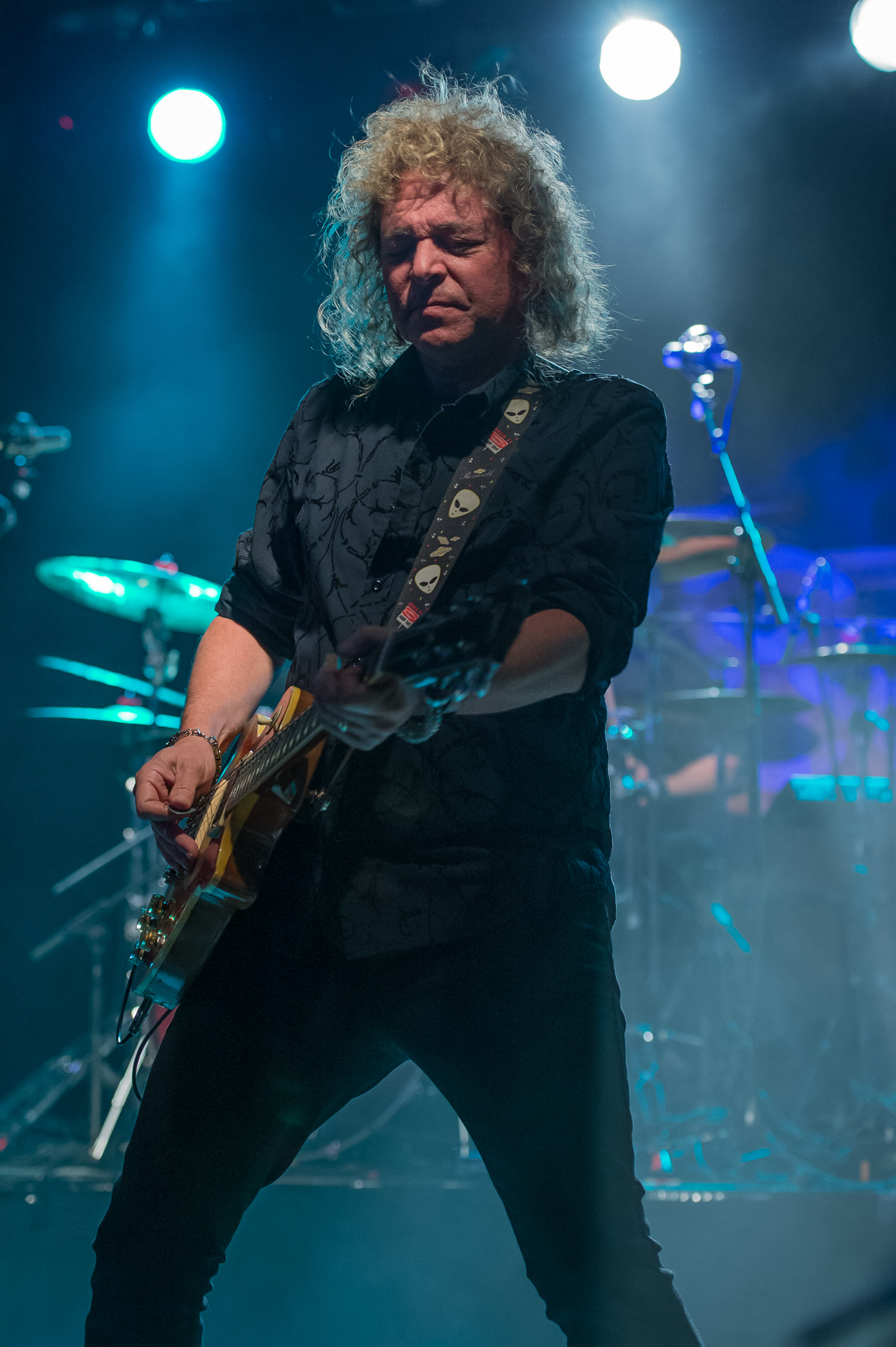
Dave Meniketti (2016)

Dave Meniketti (* 12. Dezember 1953 in Oakland, Kalifornien) ist ein US-amerikanischer Sänger und Gitarrist.

## Leben
Meniketti gründete 1973 die Rockband Y&T, die Anfang bis Mitte der 1980er Jahre erfolgreich war. Er war Leadsänger und Leadgitarrist der Band, die sich 1991 auflöste und 1995, erneut mit Meniketti, neu gegründet wurde. Da der Banderfolg weiterhin ausblieb, begann er sich auf seine Solokarriere zu konzentrieren. Er richtete sich ein eigenes Aufnahmestudio ein und begann mit den Aufnahmen für sein erstes Album On the Blue Side, welches vom Blues beeinflusst war. Drei Jahre später erschien sein zweites Album Meniketti sowie das Livealbum Live in Japan.
1986 war er einer der Sänger auf der Single Stars des von Ronnie James Dio ins Leben gerufenen Benefizprojekts Hear ’n Aid.
2010 erschien wieder ein Studioalbum von Y&T (Facemelter) und 2012 eine Live-Doppel-CD, begleitet von umfangreichen Touren.

## Veröffentlichungen
- 2000: On the Blue Side
- 2000: Meniketti
- 2003: Live in Japan